# Ampanihy Airport
Ampanihy Airport är en flygplats i Madagaskar. Den ligger i Ampanihy i regionen Atsimo-Andrefanaregionen, i den södra delen av landet, 700 km söder om huvudstaden Antananarivo. Ampanihy Airport ligger 229 meter över havet.
Terrängen runt Ampanihy Airport är platt. Runt Ampanihy Airport är det ganska glesbefolkat, med 34 invånare per kvadratkilometer. Närmaste större samhälle är Ampanihy, 1,3 km nordost om Ampanihy Airport. Omgivningarna runt Ampanihy Airport är huvudsakligen savann.